# Hero Fracture Zone
Hero Fracture Zone är en sprickzon i Antarktis. Den ligger i havet utanför Västantarktis. Argentina, Chile och Storbritannien gör anspråk på området.